# Claire Temple
Claire Temple é uma personagem de histórias em quadrinhos da Marvel Comics, criada em 1972 por Archie Goodwin e George Tuska.

## Outras mídias
A personagem foi interpretada por Rosario Dawson nas séries da Netflix: "Daredevil", "Jessica Jones", "Luke Cage", "Punho de Ferro" e "Os Defensores".